# Josef Mocker

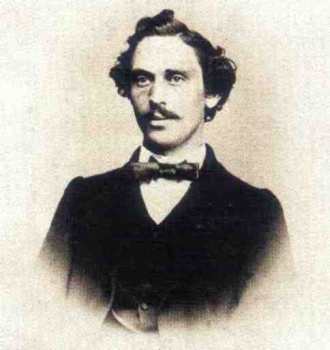
Josef Mocker

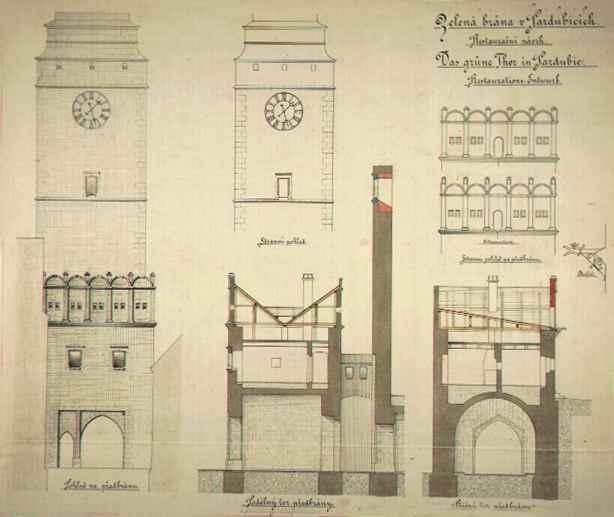
Plan des Grünen Turms in Pardubice

Josef Mocker (* 22. November 1835 in Cítoliby, Bezirk Laun, Königreich Böhmen; † 16. Januar 1899 in Prag) war ein böhmischer Architekt und Dombaumeister.

## Leben
Mocker studierte an der Technischen Hochschule in Prag sowie an der Akademie der bildenden Künste Wien. Als Mitglied der Tschechischen Akademie des Kaisers Franz Joseph für Wissenschaften, gesprochenes Wort und Kunst war er auch Oberbaurat.
Er vertrat einen neugotischen Purismus. Das heißt, anders als viele seine Kollegen im Historismus versuchte er, die Gotik rein und unverfälscht zu imitieren. Seine Kritiker warfen ihm jedoch vor, er berücksichtige nicht die Charaktere der Bauten. Daneben schrieb er Artikel über Gebäuderestaurierung für mehrere Fachzeitschriften. Er beteiligte sich an der Restaurierung und dem Umbau einer Reihe von Burgen, Schlössern und Kirchen und entwarf auch Neubauten. 1873 wurde er als Nachfolger von Joseph Kranner mit der Fertigstellung des Veitsdoms beauftragt. Unter seiner Leitung wurden die Wenzelskapelle und der Südturm erneuert und die Westfassade mit den zwei Türmen errichtet. Nach seinem Tod übernahm Kamil Hilbert die Bauleitung.

## Werke
- zusammen mit Wenzel Wladiwoj Tomek: Das Agnes Kloster in Prag. Wien 1891

## Wichtigste Projekte
- Fertigstellung des Stephansdoms in Wien
- Beteiligung an der Restaurierung der Burg Karlstein
- Restaurierung des Schloss Konopiště
- Restaurierung der Burg Křivoklát
- Restaurierung des Prager Pulverturmes
- Umbau der Kirche Mariä Himmelfahrt in Aussig im neugotischen Stil (zusammen mit Anton Weber), dabei wurde das ursprüngliche Zeltdach durch ein Satteldach ersetzt[2]
- Restaurierung der Kirche St. Bartholomäus in Kolín
- Projektierung des Gymnasiums in Leitmeritz und Jungbunzlau
- Bau der Ludmilakirche in Prag
- Restaurierung der Altneu-Synagoge (Staronová synagoga)
- Fertigstellung des Veitsdoms
- Chrám sv. Štěpána (Dom des Hl. Stephan), Prag
- Chrám sv. Jindřicha (Dom des Hl. Heinrich), Prag
- Chrám sv. Apolináře (Dom des Hl. Apollinus), Prag
- Chrám sv. Petra na Poříčí (Dom des Hl. Petrus), Prag
- Chrám sv. Petra a Pavla (Dom des Hl. Peter und Paul), Prag
- Kirche Johannes des Täufers in Dolní Hbity (1868–1972)
- Staroměstská mostecká věž (Altstädter Brückenturm), Prag
- Malostranské mostecké věže (Brückentürme auf der Kleinseite), Prag